# Ingrid Persson (präst)
Ingrid Hanna Margareta Persson, född 29 maj 1912 i Slöta församling, Skaraborgs län, död 22 oktober 2000 i Härnösands domkyrkoförsamling, var en svensk präst som palmsöndagen 1960 blev en av Svenska kyrkans tre första kvinnliga präster. Övriga två var Margit Sahlin och Elisabeth Djurle. Kyrkan hade 1958 godkänt kvinnliga präster.
Ingrid Persson var dotter till godsägare John Persson och Hildegard Andersson. Hon blev student vid Göteborgs högskola 1930, avlade teologisk-filosofisk examen 1931, blev student vid Uppsala universitet 1931 och blev teologie kandidat 1936. Hon hade sedan anställningar som lärare, scoutsekreterare i Stockholm, ungdomssekreterare i Härnösand och studierektor vid Samariterhemmet i Uppsala 1947–1960.
Under denna tid blev hon diakonissa 1949, student vid Lunds universitet 1959 och gjorde praktik där 1959. Hon prästvigdes i Härnösand 1960 och fick missiv till Örnsköldsvik och Timrå samt blev kyrkoadjunkt där 1962. Från 1963 var hon komminister i Svartvik, Njurunda församling.
Hon gifte sig 1978 men behöll sitt efternamn. Hennes make kyrkoherde Sven Söderlind (1914–2003) var son till domprosten Per Söderlind och Maria Hörnfeldt.